# رابرت بارتلت
رابرت «باب» آبرام بارتلت (Robert "Bob" Abram Bartlett) (۱۵ اوت ۱۸۷۵ میلادی - ۲۸ آوریل ۱۹۴۶ میلادی)، کاوشگری بود که در نیوفَوندلند شمالگان آمریکا، اواخر قرن نوزدهم و بیستم میلادی بدنیا آمد.

## اوایل زندگی
او در بریگوس، مستعمرات نیوفَوندلند بدنیا آمد. بارتلت بزرگترین فرزند از ده فرزند متولد شده از ویلیام جیمز بارتلت و مری جی. لیمون و از نسل خاندانی بود که به‌طور سنتی دریانورد بودند. او در «هاوثورن کاتیج» در بریگوس رشد یافت. در سن ۱۷ سالگی، بر اولین کشتی خود مسلط شده و یک عمر عشق او به شمالگان آغاز گشت.

## حرفه
بارتلت بیش از پنجاه سال را به نقشه‌نگاری و اکتشاف آب‌های شمال دور اختصاص داد و بیش از ۴۰ سفر اکتشافی را به شمالگان انجام داد که تا آن زمان بیشترین میزان از چنین اکتشافاتی بود.
بارتلت کاپیتان «SS روزولت» بود و فرمانده نیروی دریایی ایالات متحده، رابرت پری را هنگام تلاش برای دستیابی به قطب شمال همراهی نمود. او مدال هابارد را از انجمن نشنال جئوگرافیک به دلیل شکستن اقیانوس منجمد شمالی در یک مسیر ۱۵۰ مایلی به سمت قطب دریافت نمود، با این وجود از جشن نهایی اکتشاف کنار گذاشته شد (احتمالاً به دلیل رقابت بین آن دو مرد). بارتلت کشتی گرفت و اولین شخصی بود که به سمت ۸۸ درجه شمالی دریانوردی نمود.
رهبری بارتلت در ۱۹۱۴ میلادی در اکتشاف محکوم به فنای «کارلوک» کمک کرد تا جان بسیاری از افراد مشارکت کنندهٔ به گل نشسته در آن اکتشاف را پس از ترک رهبرشان، ویلهجالمور استفانسون نجات پیدا کند. بارتلت و کاتاکتوویک پس از این که چندین ماه به نگل نشسته بودند، ۷۰۰ مایل را از جزیره ورانگل روی یخ دریای چوکچی و سیبری پیاده رفتند و سپس از آلاسکا بالا رفته تا همراهان زنده‌مانده‌اش را با رسیدن به جزیر رنگل نجات دهد. او بالاترین جایزه را از انجمن سلطنتی جغرافیا به دلیل قهرمانی برجسته‌اش دریافت نمود. با این حال، با وجود معروفیتش در میان جراید، عموم و آن‌هایی که نجات یافته بودند، بعداً توسط کمیسیون دریاسالار مورد سانسور قرار گرفت، چرا که «کارلوک» را به شمالگان برده بود و اجازه داده بود چهار نفر (افسر پزشکی این سفر «آلیستیر فوربس ماکی»، زیست‌شناس «جیمز مورای»، انسان‌شناس «هنری بوخات» و دریانورد «استنلی موریس» بودند) گروه اصلی را ترک کنند، با وجود این که مکی و سایرین نامه‌ای را امضا کرده بودند و کاپیتان را از مسئولیت معاف داشته بودند (بعداً آن چهار نفر همگی مردند).
در ۱۹۱۷، بارتلت اعضای «اکتشاف سرزمینی کراکر» بد طالع متعلق به «دونالد باکستر مک‌میلان» را که چهار سال بر روی یخ گیر کرده بودند را نجات داد.
بارتلت طی سال‌های ۱۹۲۵ تا ۱۹۴۵ میلادی، بسیاری از سفرهای اکتشافاتی علمی به شمالگان را با استفاده از اسکونر خودش به نام «افی ام. موریسی» فرماندهی کرد. این اکتشافات توسط موزه‌های آمریکایی، باشگاه اکتشافگران و «جامعه جغرافیای ملی» تأمین مالی شد. همچنین او کمک کرد تا طی جنگ جهانی دوم، شمالگان برای حکومت ایالات متحده شناسایی شود.
در ۱۹۳۱ میلادی، بارتل به عنوان «کاپیتان بارکر» در فیلم «وایکینگ» درخشید که در مورد کشتی بود که در «نیوفَوندلند» سیر می‌کرد. این فیلم در همان مکان فیلمبرداری شد و طی فیلمبرداری چندین صحنه اکشن، کشتی که از آن فیلمبرداری می‌شد منفجر شد و ۲۸ نفر کشته شدند. با وجود این اتفاق فیلم منتشر شد. بارتلت در آن نقش کاپیتان کشتی «وایکینگ» را بازی می‌کند که از سابقه خود به عنوان کسی که هیچ مردی را از دست نداده افتخار می‌کند.

## مرگ
ارتلت هنگامی که ۷۰ سال داشت در بیمارستانی در نیویورک براثر سینه پهلو درگذشت و در شهر خود بریگوس، نیوفَوندلند و لابرادور به خاک سپرده شد. هاوثورن کاتیج، محل اقامت بارتلت در بریگوس، مکان تاریخی ملی کانادا است.

## جوایز و افتخارات
در ۱۹۰۹ میلادی، بارتلت مدال هوبارد را از «جامعه جغرافیای ملی» به دلیل کاوش، اکتشافات و تحقیقات دریافت داشت. در ۱۹۲۷، پسران پیشاهنگ آمریکا بارتلت را یکی از «پیشاهنگان افتخاری» قلمداد کردند، رسته‌ای از پیشاهنگان که همان سال ایجاد شده بود. این نشان به این افراد داده می‌شد: «شهروندان آمریکایی که دستاوردهایشان در فعالیت‌های فضای باز، کاوش و ماجراجویی‌های با ارزش، از مشخصات ویژه‌ای برخوردار بوده، چنان‌که الهام‌بخش پسران باشد…». از میان سایر افرادی که این جایزه را دریافت کردند می‌توان به این افراد اشاره داشت: ریچارد برد، چارلز لیندبرگ و برادران رایت.
او فلوشیپ افتخاری را از جامعه جغرافیای آمریکا در ۱۹۱۸ میلادی و مدال دالی را در ۱۹۲۵ دریافت نمود. در ۱۹۱۴، مدال اکتشاف قطب پیری را دریافت نمود. کشتی گارد ساحلی کانادا به نام «CCGS بارتلت» به نام او نامگذاری شده‌است. اداره پست کانادا، تصویری از بارتلت را بر روی یک تمبر پستی کانادایی در ۱۰ ژوئیه ۲۰۰۹ منتشر کرد.

## در ادبیات داستانی
اریک والترز برخی از جنبه‌های سفرش جهت پیدا نمودن جزایر شمالگان را در رمان تاریخی «گیرکرده در یخ» و «قطب» مستندسازی نموده‌است. سفر بارتلت و کاتاکتوویک از میان شبه‌جزیره چوکچی در سیبری، به عنوان قسمتی از رمان «رؤیایی در مه قطبی» نوشته «یوری ریتخئو» بازگویی شده‌است.

## ارجاعات
1. ↑  http://www.heritage.nf.ca/articles/exploration/bob-bartlett.php navigator
2. ↑  Harold Horwood, Bartlett: The Great Canadian Explorer, 1977, ISBN 0-385-09984-3.
3. ↑  West, James E. (1931). The Boy Scouts Book of True Adventure. New York: Putnam. OCLC 8484128.
4. ↑  Higgins, Jenny (2008). "The Karluk Disaster". Memorial University of Newfoundland. Retrieved 9 January 2010. Although an admiralty commission later criticized Bartlett for agreeing to take the Karluk into the Arctic and allowing a group of four to travel south on their own, the press and public celebrated him as a hero. The Royal Geographic Society gave him an award for outstanding bravery and many survivors credited him with saving their lives, particularly William Laird McKinley, who later wrote: "there was for me only one real hero in the whole [Karluk] story – Bob Bartlett. Honest, fearless, reliable, loyal, everything a man should be" (Niven 366).
5. ↑  Niven (2001 edition), pp. 357–67
6. ↑  The Province Town Banner (7 Feb 2008)
7. ↑  "The Viking (1931)". Turner Classic Movies. Retrieved 8 April 2018.
8. ↑  "Around the World". Time. August 29, 1927. Archived from the original on February 20, 2008. Retrieved 2007-10-24.
9. ↑  "American Geographical Society Honorary Fellowships" (PDF). amergeog.org. Archived from the original (PDF) on 2009-07-04. Retrieved 2009-03-02.
10. ↑  Canada Post Details, July to September 2009, Volume XVIII, No. 3, p. 16
11. ↑  Rytkheu, Yuri (2005). A Dream in Polar Fog. trans. by Ilona Yazhbin Chavasse. Brooklyn, NY: Archipelago Books. ISBN 0-9778576-1-1.[پیوند مرده]